# 医学者の一覧
医学者の一覧（いがくしゃのいちらん）

## 近代以前
- アルクマイオン（古代イタリア､世界初の人体解剖を行う）
- ヒポクラテス（古代ギリシャ、医学の父）
- ガレノス
- イブン＝スィーナー（アヴィセンナ）
- ウイリアム・ハーベー（イギリス、血液循環説を主張）
- 華陀（中国・三国時代に生きた医者。初めて麻酔薬を開発したといわれる名医）
- 扁鵲
- アグノディケ（英語版） - アテナイで開業していた歴史上最初の女医。産婦人科医。女性が医療を携わるのは違法であったことから男装であった。

ペスト医師（ペスト患者を専門的に治療した医師）
蘭方医学など日本の医者
- 杉田玄白
- 曲直瀬玄朔
- 曲直瀬道三
- 施薬院全宗
- 伊東玄朴
- 大槻俊斎
- 緒方洪庵
- 大月景秀
- 小瀬甫庵
- 手塚良仙
- 永田徳本
- 田代三喜斎
- 玉木吉保
- 丹波康頼
- 高野長英
- 竹田定加
- 平住専安
- 華岡青洲（世界で初めて全身麻酔を成功させた医師）
- 箕作阮甫
- 吉田政重

### VIP対応
- 御典医 - 皇室・将軍家・大名
- Papal physician - ローマ教皇(en:Category:Papal physicians)
- Court physician - 宮廷医(en:Category:Court physicians)
- Physician to the King（英語版）
- 大統領専属医（英語版） - アメリカ大統領
- Qumri（英語版） - ペルシア王
- 太医（中国語版） - 中国の皇帝に仕えた医師
- アルキアテル（英語版）（Archiater）- 主任医師とも訳されるローマ帝国皇帝の医師。
- Premier médecin du roi（フランス語版） - フランス国王に仕え、国内の全ての医療制度の統括を行い、王の食事などの指示も行えたが、責任や仕事が膨大であるため、国家機関Société royale de médecine（フランス語版）（現代のSociété de médecine de Paris（フランス語版）の前身）が設立された。

守護聖人など
無料で病人の世話をしたキリスト教殉教者などはHoly Unmercenariesと呼ばれ、医療関係者の守護聖人である。聖コスマスと聖ダミアヌスは、医療関係者の守護聖人であり、医療関係者を祖先に持つとされるフィレンツェで大成功したメディチ家の守護聖人でもある。

## 内科
- 島薗順次郎（内科学、脚気がビタミン欠乏症であることの発見者）
- 小黒八七郎（内科学、消化器病学、胃癌治療の権威）
- 島薗順次郎（内科学者）
- 小野寺直助（医学者、内科医）
- 根来秀行（ハーバード大学医学部内科准教授、内科医、内科学者）
- 田坂定孝（内科医、臨床血液学、内視鏡医学）

## 神経内科医および脳神経外科医
- 上山博康（脳神経外科医）
- 平山晃康（脳神経外科医）
- 福島孝徳（脳神経外科医）

## 循環器
- 和田寿郎（心臓血管外科学、日本初の心臓移植手術を行う）
- 天野篤（心臓血管外科医、上皇明仁の執刀医）
- 佐野俊二（心臓血管外科医）
- 須磨久善（心臓血管外科医）
- 南淵明宏（心臓血管外科医）
- 向井千秋（心臓外科医、宇宙飛行士）

## 感染症学
- 野口英世（細菌学者、旭日章、細菌学、黄熱病や梅毒の研究で有名）
- 北里柴三郎（細菌学者、日本医師会初代会長、ペスト菌の発見者）
- 小島三郎（細菌学、予防衛生、伝染病予防、国立予防衛生研究所所長）
- 志賀潔（細菌学、赤痢菌の発見者）
- 岡田国太郎（医学博士、軍医、細菌学者）
- ルイ・パスツール（フランス、細菌学）
- ロベルト・コッホ（炭疽菌、結核菌、コレラ菌の発見者。ルイ・パスツールと並んでで『近代細菌学の開祖』と称される。）
- エドワード・ジェンナー（イギリス、天然痘ワクチンの開発者）
- リュック・モンタニエ（ヒト免疫不全ウイルスの発見者)

## 精神科医
- 呉秀三（精神医学、日本の精神医学と精神医療の建設者）
- カール・グスタフ・ユング（精神分析家）
- ジークムント・フロイト（精神分析家）
- メラニー・クライン（精神分析家）
- ハインツ・コフート（精神科医、精神分析家）
- ハンス・アスペルガー（精神科医、自閉症の研究のパイオニア）
- フェリックス・ガタリ（精神科医、精神分析家、ジル・ドゥルーズとの共著で有名）
- アロイス・アルツハイマー（精神科医。認知症の研究のパイオニア）
- なだいなだ（作家、精神科医）
- 斎藤学（精神科医）
- 斎藤環（精神科医。ひきこもり研究の第一人者）
- 土居健郎（精神科医、精神分析家）
- 池田健（精神科医、心療内科医）

## 日本
- 荻野吟子 - 近代日本で最初の女医
- 高木兼寛（海軍医務局長・海軍軍医総監を務めた。東京慈恵会医科大学の創設者でもある。脚気の原因について森鷗外と学説上の対立をみたことで有名。「ビタミンの父」とも呼ばれる。）
- 森鷗外（本名は「森林太郎」。陸軍軍医総監を務めた。脚気の原因について高木兼寛と学説上の対立をみたことで有名。また小説家でもあり、夏目漱石と並ぶ文豪とも称されている。）
- 荻野久作（産婦人科学、性科学）
- 川島隆太
- 橋田邦彦(生理学)
- 松江寛人(癌研究)
- 𠮷元昭治(吉元昭治とも表記 中医学の根源的解釈に対する研究としての道教医学の先駆者

## ヨーロッパ
- エルンスト・グレフェンベルグ（ドイツ、産婦人科学、性科学）
- カール・ラントシュタイナー（オーストリア、血液型を発見）
- レオナルド・ダ・ヴィンチ（画家として有名だが解剖学者でもあった）

## 未整理
- 安保徹（医学博士）
- 石川太刀雄（医学博士、皮電計の開発）
- 石川日出鶴丸（医学博士）

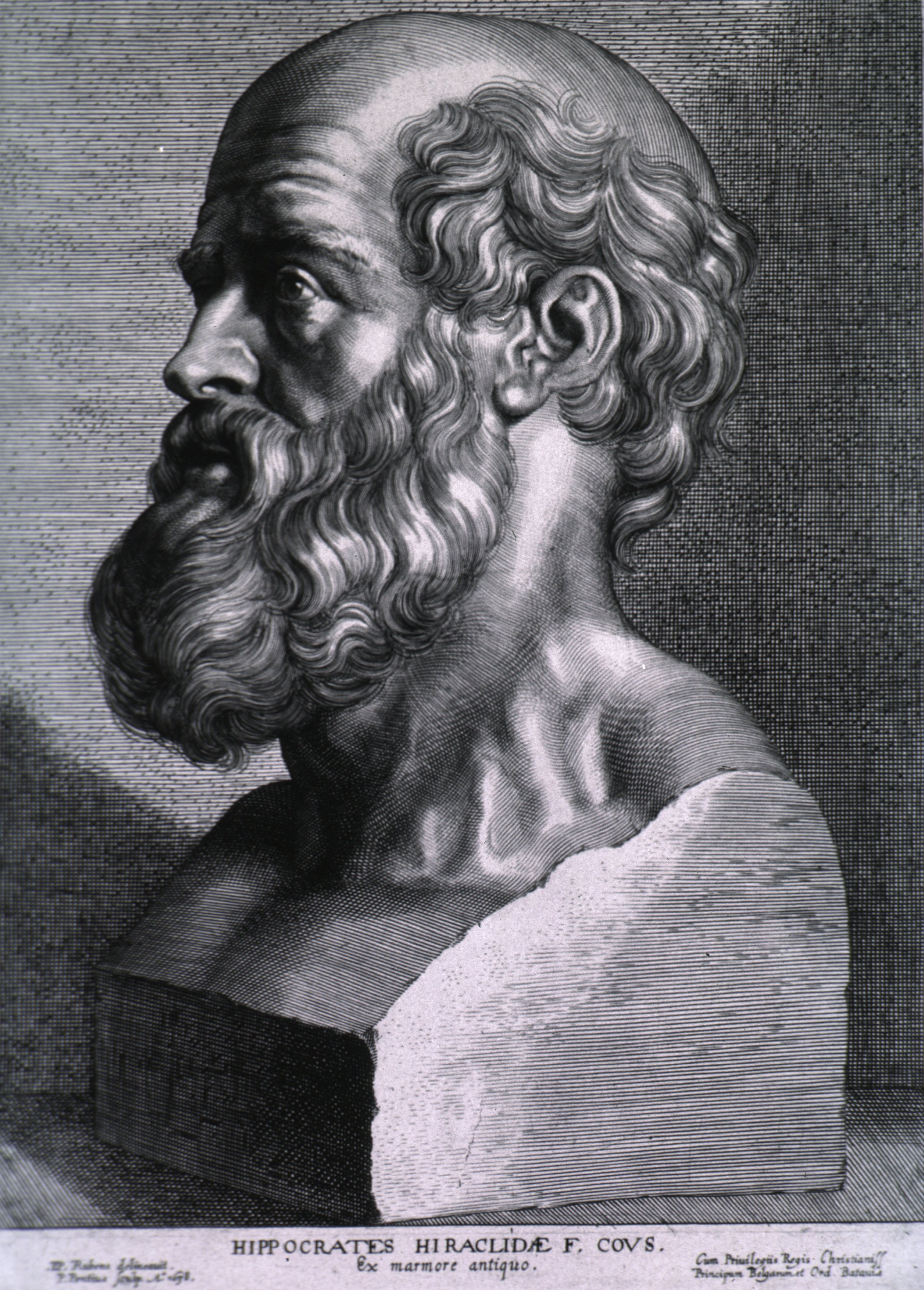
ヒポクラテス

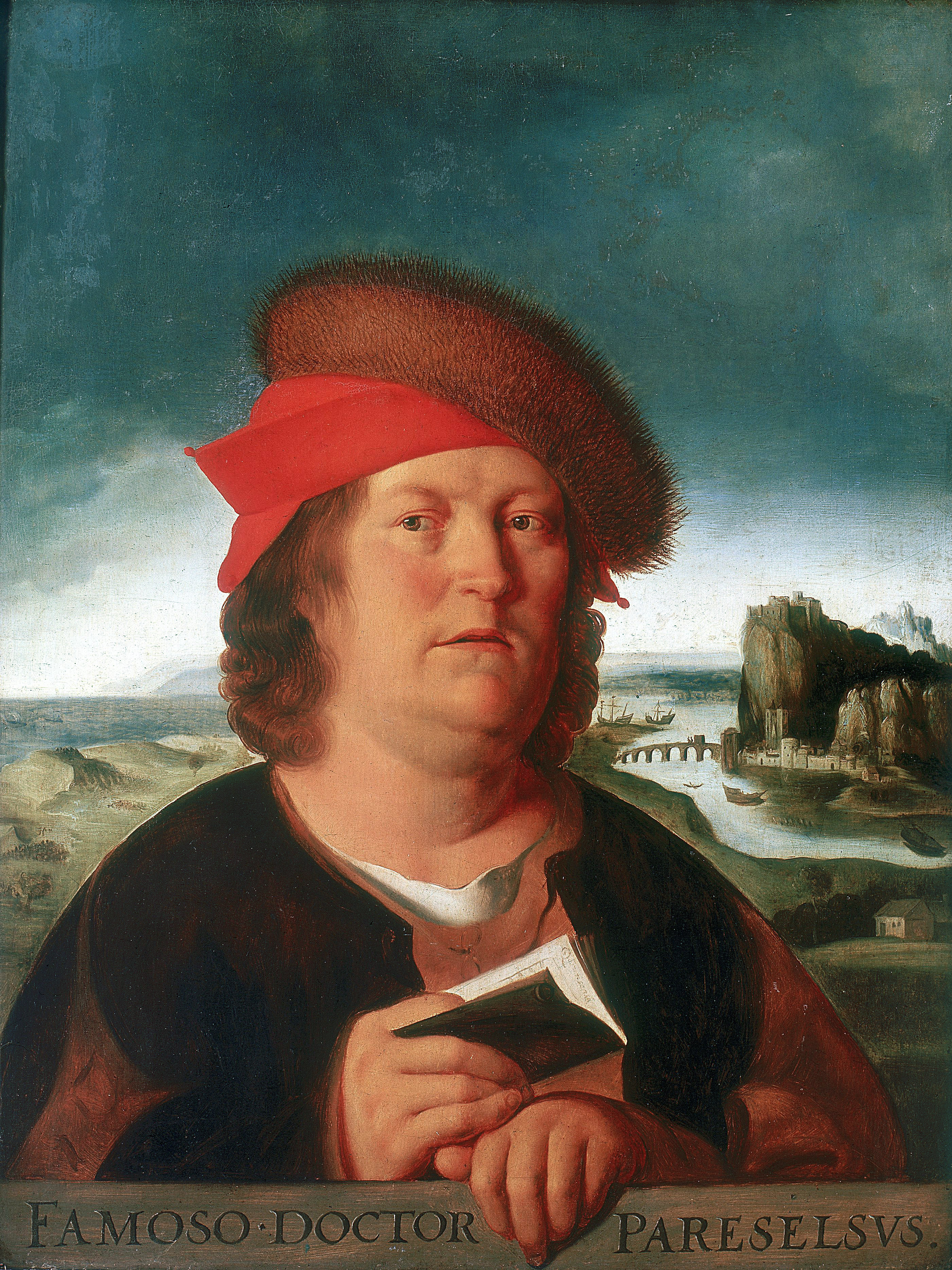
パラケルスス

- 稲澤譲治（癌および遺伝などの研究者、東京医科歯科大学難治疾患研究所教授）
- 上野直人（米国腫瘍内科医、米国一般内科医、チーム医療、患者学）
- 岡田孝男（医学博士、順天堂大学名誉教授）
- 荻野久作（産婦人科医、性科学者）
- 帯津良一（医学博士）
- 加藤鐐五郎（政治家、第48代衆議院議長、医師）
- 木下博勝（外科医）
- 金鳳漢（朝鮮民主主義人民共和国経絡研究院院長）
- 芹澤勝助（鍼灸師、医学博士）
- セレフェディン・サボンジュール (外科医)
- 孫文
- 高木兼寛（東京慈恵会医科大学創設者）
- 高須克彌（美容外科医、高須クリニック創業者、統括院長）
- 武見太郎（元日本医師会会長、元世界医師会会長）
- 龍野一雄（医史学者）
- 陳中偉（断肢再植の父、国際顕微再建外科学会会長〈1984 - 1988〉）
- 徳田虎雄（特定医療法人徳洲会理事、元衆議院議員自由連合最高顧問（前代表））
- 中谷義雄（医学博士）
- 長濱善夫（医学博士、鍼響による経絡の研究）
- 奈良林祥（性医学者、カウンセラー）
- 原志免太郎（医学博士）
- 日野原重明（聖路加国際病院理事長）
- 藤田啓介（生化学者、藤田学園創設者）
- 藤田六朗（医学博士、経絡の研究）
- 前野良沢
- 間中喜雄（医学博士）
- 三浦謹之助（医学者）
- 三河義行（医学博士、三河家住宅初代当主）
- 弓削孟文（医学博士、麻酔科医、悪性高熱症）
- 笹井芳樹（医学博士）
- 大隅良典（ノーベル医学生理学賞受賞者）
- 山中伸弥（ノーベル医学生理学賞受賞者）
- 本庶佑（ノーベル医学生理学賞受賞者）
- 利根川進（ノーベル医学生理学賞受賞者）
- 大村智（ノーベル医学生理学賞受賞者）
- 養老孟司（解剖学者、脳科学者、東京大学医学部名誉教授）